# Regime jurídico dos servidores públicos

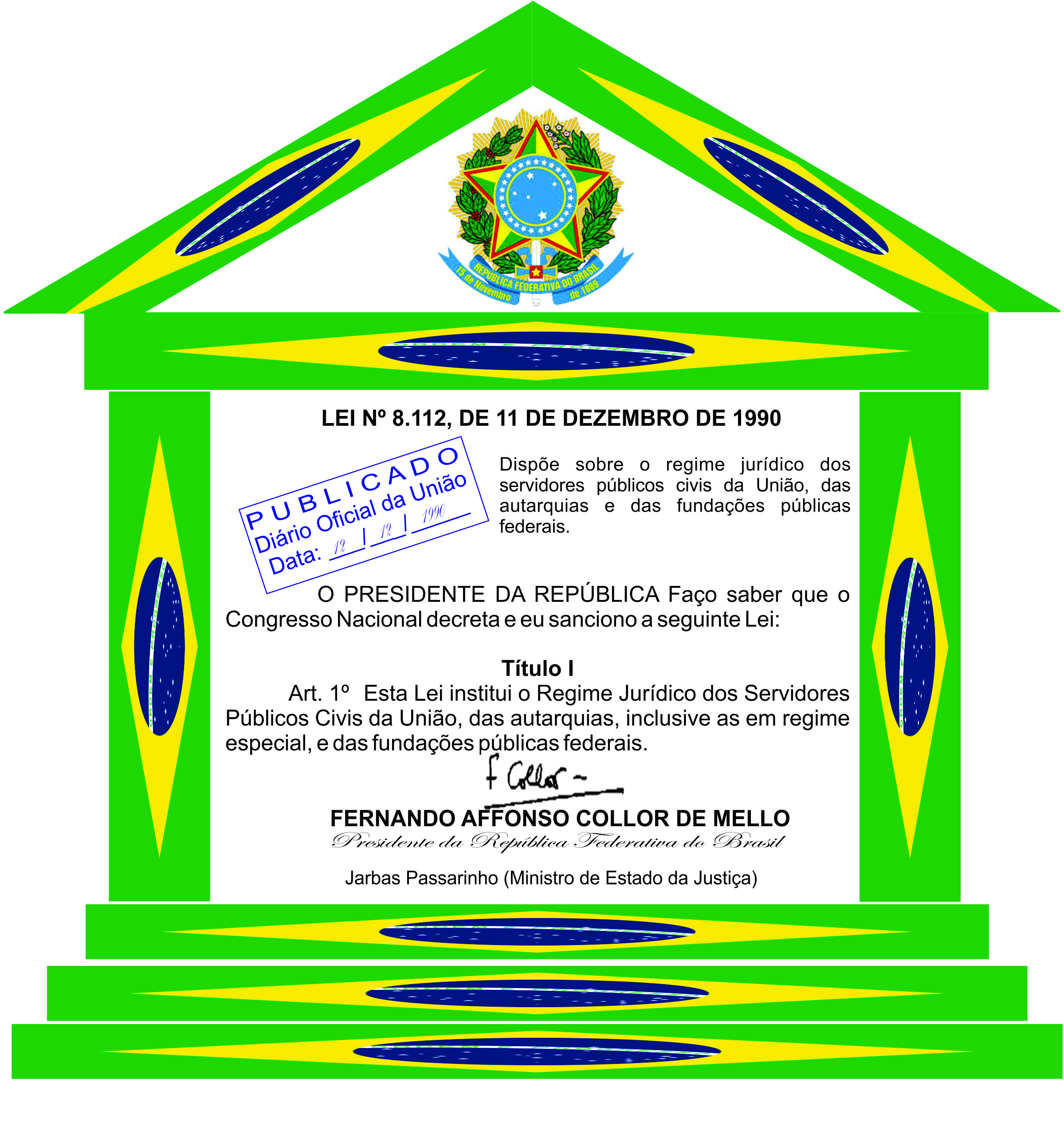
Pórtico com a redação preambular da Lei Federal que regula os direitos e deveres dos servidores públicos federais do Brasil - Lei nº 8.112/90

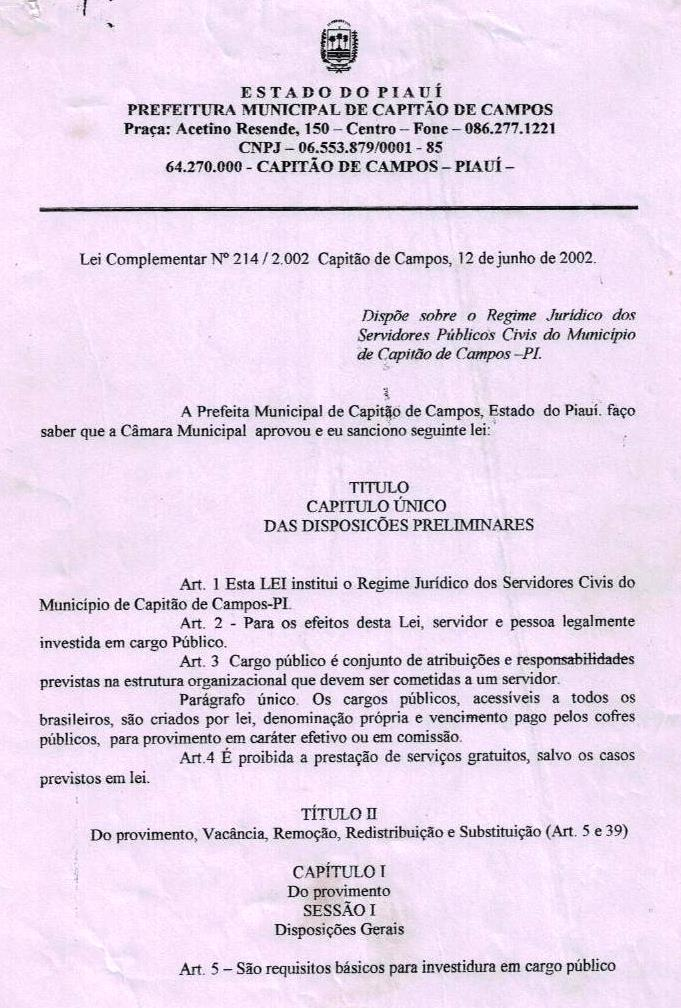
Pelas regras da simetria constitucional, os municípios brasileiros também instituem os Regimes Jurídicos do funcionalismo, a exemplo, Capitão de Campos, no Piauí.

Regime Jurídico dos Servidores Públicos do Brasil é o título regulamentado pela Lei nº 8.112 de 1990, destinada a regular a carreira do Servidor público brasileiro, seus direitos e deveres. Se aplica para o vínculo empregatício que liga os servidores públicos com a administração pública federal no Brasil, tanto a administração direta (ministérios, órgãos e poderes) quanto a administração indireta (autarquias e fundações públicas federais).
Diz-se estatutário pois os deveres e obrigações decorrem de dispositivos do estatuto legal, isto é,  a lei específica que regulamenta a relação entre as partes, possuindo natureza de direito administrativo.
Os servidores públicos das esferas distrital, estaduais e municipais possuem um estatuto próprio, que pelo princípio da simetria, emanado pelo ordenamento constitucional, se adequam à Lei nº 8.112/90.
O regime dos servidores públicos diferem do sistema de natureza contratual, seja por prestação de serviços (natureza civil, oriunda das disposições do Código Civil Brasileiro) ou por vínculo estabelecido por contratos laborais regidos pela Consolidação das Leis do Trabalho (CLT).
A outra classe de trabalhadores estatais, os empregados públicos, estão vinculados às empresas públicas e as sociedades de economia mista; estão ligados, portanto, à administração indireta e terão seus princípios organizacionais regrados também pela CLT.

## História
A cronologia do Direito Administrativo Brasileiro registra que ao longo do tempo houve diplomas legais para reger os direitos e deveres do serviço público, a exemplo, em 1939, o Estatuto dos Servidores Publicos Civis do Brasil era o Decreto-Lei Federal nº 1.713. Posteriormente esse dispositivo legal passou a ser Lei nº 1.711, sancionada pelo presidente, Getúlio Vargas, em 28 de outubro de 1952, denominada Estatuto dos Funcionários Públicos Civis da União.

## Federal
Regime jurídico estatutário federal, ou simplesmente regime estatutário, é a denominação utilizada para o vínculo jurídico estabelecido pela Lei n.º 8.112, de 11 de dezembro de 1990, que liga os servidores públicos civis da União, das autarquias e das fundações públicas federais com a administração pública federal no Brasil, estabelecendo seus direitos e deveres.
Diz-se "estatutário" pois os deveres e obrigações decorrem de dispositivos do estatuto legal, isto é,  a lei específica que regulamenta a relação entre as partes, possuindo natureza de direito administrativo.
Difere do sistema de natureza contratual, seja por prestação de serviços (natureza civil, oriunda das disposições do Código Civil Brasileiro) ou por vínculo estabelecido por contratos laborais regidos pela Consolidação das Leis do Trabalho (natureza trabalhista).

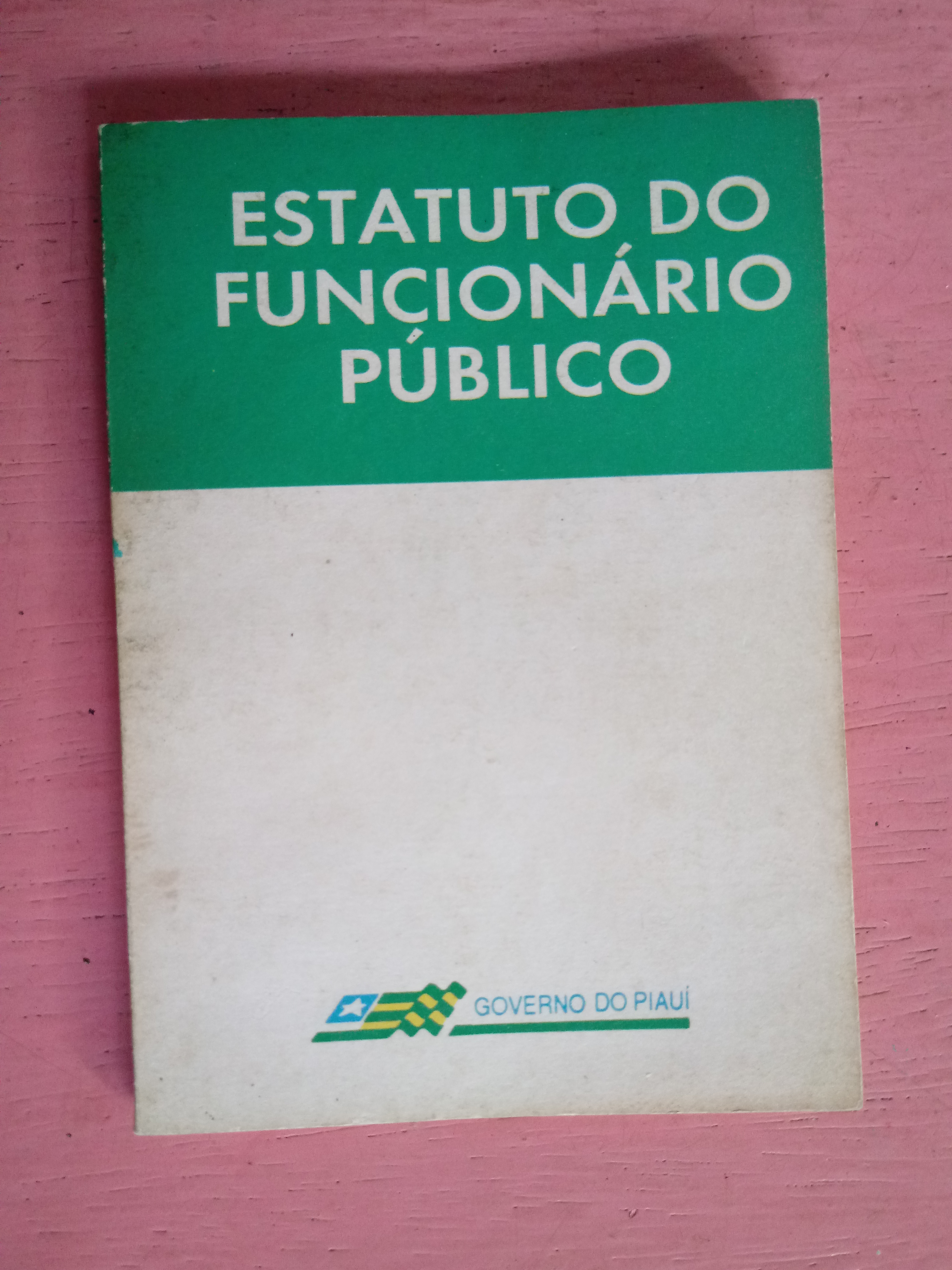
Estatuto do Servidor Público do Estado do Piauí (Lei Complementar estadual nº 13, de 03 de janeiro de 1994, publicada em 18/01/1994 no Diário Oficial do Estado do Piauí) sancionada nas diretrizes da Lei Federal nº 8.112/1990, sob a égide da Constituição brasileira de 1988 e da Constituição do Piauí.

A lei 8.112/90 é composta por 253 artigos, assim organizados:
- Título I - Das Disposições Preliminares
- Título II - Do Provimento, Vacância, Remoção, Redistribuição e Substituição
  - Capítulo I - Do Provimento
    - Seção I - Disposições Gerais
    - Seção II - Da Nomeação
    - Seção III - Do Concurso público
    - Seção IV - Da Posse e do Exercício
    - Seção V - Da Estabilidade
    - Seção VI - Da Transferência
    - Seção VII - Da Readaptação
    - Seção VIII - Da Reversão
    - Seção IX - Da Reintegração
    - Seção X - Da Recondução
    - Seção XI - Da Disponibilidade e do Aproveitamento

  - Capítulo II - Da Vacância
  - Capítulo III - Da Remoção e da Redistribuição
    - Seção I - Da Remoção
    - Seção II - Da Redistribuição

  - Capítulo IV - Da Substituição
- Título III - Dos Direitos e vantagens
  - Capítulo I - Do Vencimento e da Remuneração
  - Capítulo II - Das Vantagens
    - Seção I - Das Indenizações
      - Subseção I - Da Ajuda de custo
      - Subseção II - Das Diárias
      - Subseção III - Da Indenização De Transporte
      - Subseção IV - Do Auxílio-moradia

    - Seção II - Das Gratificações e Adicionais
      - Subseção I - Da Gratificação pelo Exercício de Função de Direção, Chefia ou Assessoramento
      - Subseção II - Da Gratificação natalina
      - Subseção III - Do Adicional por tempo de serviço
      - Subseção IV - Dos Adicionais de Insalubridade, Periculosidade ou Atividades Penosas
      - Subseção V - Do Adicional por serviço extraordinário
      - Subseção VI - Do Adicional noturno
      - Subseção VII - Do Adicional de Férias
      - Subseção VIII - Da Gratificação por Encargo de Curso ou Concurso

  - Capítulo III - Das Férias
  - Capítulo IV - Das Licenças
    - Seção I - Disposições Gerais
    - Seção II - Da Licença por motivo de doença em pessoa da família
    - Seção III - Da Licença por Motivo de Afastamento do Cônjuge
    - Seção IV - Da Licença para o Serviço Militar
    - Seção V - Da Licença para Atividade Política
    - Seção VI - Da Licença-Prêmio por Assiduidade
    - Seção VII - Da Licença para Tratar de Interesses Particulares
    - Seção VIII - Da Licença para o Desempenho de Mandato Classista

  - Capítulo V - Dos Afastamentos
    - Seção I - Do Afastamento para servir a Outro Órgão ou Entidade
    - Seção II - Do Afastamento para Exercício de Mandato Eletivo
    - Seção III - Do Afastamento para Estudo ou Missão no Exterior
    - Seção IV - Do Afastamento para Participação em Programa de Pós-Graduação Stricto Sensu no País

  - Capítulo VI - Das Concessões
  - Capítulo VII - Do Tempo de serviço
  - Capítulo VIII - Do Direito de Petição
- Título IV - Do Regime Disciplinar
  - Capítulo I - Dos Deveres
  - Capítulo II - Das Proibições
  - Capítulo III - Da Acumulação
  - Capítulo IV - Das Responsabilidades
  - Capítulo V - Das Penalidades
- Título V - Do Processo Administrativo Disciplinar
  - Capítulo I - Disposições Gerais
  - Capítulo II - Do Afastamento Preventivo
  - Capítulo III - Do Processo Disciplinar
    - Seção I - Do Inquérito
    - Seção II - Do Julgamento
    - Seção III - Da Revisão do Processo
- Título VI - Da Seguridade Social do Servidor
  - Capítulo I - Disposições Gerais
  - Capítulo II - Dos Benefícios
    - Seção I - Da Aposentadoria
    - Seção II - Do Auxílio-Natalidade
    - Seção III - Do Salário-Família
    - Seção IV - Da Licença para Tratamento de Saúde
    - Seção V - Da Licença à Gestante, à Adotante e da Licença-Paternidade
    - Seção VI - Da Licença por Acidente em Serviço
    - Seção VII - Da Pensão
    - Seção VIII - Do Auxílio-Funeral
    - Seção IX - Do Auxílio-Reclusão

  - Capítulo III - Da Assistência à Saúde
  - Capítulo IV - Do Custeio
- Título VII - Da Contratação Temporária e Excepcional Interesse Público
- Título VIII - Das Disposições Gerais
- Título IX - Das Disposições Transitórias e Finais

### Regimes jurídicos dos estados brasileiros
Em âmbito dos estados e do Distrito Federal cada ente possui seu Regime Jurídico dos Servidores Públicos para dispor sobre os direitos e os deveres no serviço público, como também fazem os municípios.
- Alagoas

Regime Jurídico dos Servidores Públicos de Alagoas
- Amapá

Regime Jurídico dos Servidores Públicos do Estado do Amapá